# Phaenocarpa heynei
Phaenocarpa heynei är en stekelart som beskrevs av Papp 1969. Phaenocarpa heynei ingår i släktet Phaenocarpa och familjen bracksteklar. Inga underarter finns listade i Catalogue of Life.